# Elatostema pseudoficoides
Elatostema pseudoficoides är en nässelväxtart som beskrevs av Wen Tsai Wang. Elatostema pseudoficoides ingår i släktet Elatostema och familjen nässelväxter. Inga underarter finns listade i Catalogue of Life.